# Kathedraal van Parañaque

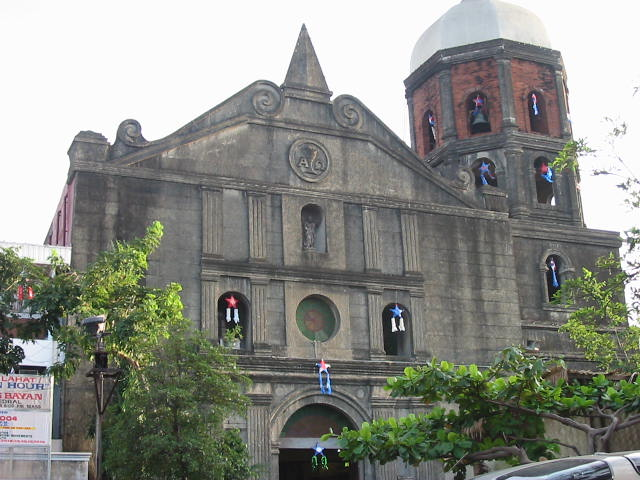
Kathedraal van Parañaque

De kathedraal van Parañaque (voorheen: St. Andrew Church) is een rooms-katholieke kathedraal in de Filipijnse stad Parañaque, in de National Capital Region van Manilla. Het is een van de oudste kerken op de Filipijnen, in 1580 gesticht door paters augustijnen. De kathedraal is de enige kathedraal in het bisdom Parañaque, dat behalve Parañaque ook Muntinlupa en Las Piñas omvat. Het bisdom Parañaque maakt deel uit van de kerkprovincie Manilla.